# Castianeira amoena
Castianeira amoena là một loài nhện trong họ Corinnidae.
Loài này thuộc chi Castianeira. Castianeira amoena được Carl Ludwig Koch miêu tả năm 1841.